# 卡伦比
卡伦比是巴西伯南布哥州的一个市镇。总面积221平方公里，总人口7675人，人口密度34.7人/平方公里。